# Diracova enačba
Diracova enáčba [dirákova ~] je v fiziki osnovnih delcev relativistična valovna enačba, ki jo je izpeljal Paul Dirac leta 1928. V svoji prosti obliki ali vključno z elektromagnetnimi interakcijami opisuje vse masivne delce s polovičnim spinom, imenovane »Diracovi delci«, kot so elektroni in kvarki, za katere je parnost simetrija. Skladna je tako z načeli kvantne mehanike kot posebne teorije relativnosti. Bila je prva teorija, ki je v celoti upoštevala posebno teorijo relativnosti v kontekstu kvantne mehanike. Potrjena je bila z upoštevanjem fine strukture spektra vodikovega atoma na povsem strog način.
Enačba je nakazovala tudi obstoj nove oblike snovi, antimaterije, o kateri prej niso slutili ali jo opazili, in so jo nekaj let pozneje eksperimentalno potrdili. Zagotovila je tudi teoretično utemeljitev za uvedbo več komponentnih valovnih funkcij v Paulijevo fenomenološko teorijo spina. Valovne funkcije v Diracovi teoriji so vektorji štirih kompleksnih števil (znanih kot bispinorji), od katerih sta dva podobna Paulijevi valovni funkciji v nerelativistični meji, v nasprotju s Schrödingerjevo enačbo, ki je opisovala valovne funkcije samo ene kompleksne vrednosti. Poleg tega se Diracova enačba v meji ničelne mase zreducira na Weylovo enačbo.
Čeprav Dirac sprva ni v celoti razumel pomena svojih rezultatov, predstavlja pojasnitev spina kot posledice združitve kvantne mehanike in relativnosti – in končno odkritje pozitrona – eno od velikih zmagoslavij teoretične fizike. Ta dosežek so opisali kot popolnoma enak delu Newtona, Maxwella in Einsteina pred njim. Nekateri fiziki so jo označili za »pravo seme sodobne fizike«. V kontekstu kvantne teorije polja se Diracova enačba na novo interpretira za opis kvantnih polj, ki ustrezajo delcem s polovičnim spinom.
Diracova enačba je zapisana na plošči na tleh Westminstrske opatije. Plošča, ki so jo odkrili 13. novembra 1995, spominja na življenje Paula Diraca.

## Matematična formulacija
V svoji sodobni formulaciji za teorijo polja je Diracova enačba zapisana v smislu polja Diracovi spinorjev {\displaystyle \psi \!\,} ob vrednosti v kompleksnem vektorskem prostoru, ki je konkretno opisan kot {\displaystyle \mathbb {C} ^{4}\!\,}, definiran na ravnem prostor-času (prostor Minkovskega) {\displaystyle \mathbb {R} ^{1,3}\!\,}. Njegov izraz vsebuje tudi matrike gama in parameter {\displaystyle m>0\!\,}, interpretiran kot masa, kot tudi druge fizikalne konstante. Dirac je najprej dobil svojo enačbo s faktorizacijo Einsteinove ekvivalenčne relacije energija-gibalna količina-masa ob predpostavki skalarnega produkta vektorjev gibalne količine, določenih z metričnim tenzorjem, in kvantiziral nastalo relacijo tako, da je gibalne količine povezal z njihovimi operatorji.
V smislu polja {\displaystyle \psi :\mathbb {R} ^{1,3}\rightarrow \mathbb {C} ^{4}\!\,} ima Diracova enačba obliko:
{\displaystyle (i\hbar \gamma ^{\mu }\partial _{\mu }-mc)\psi (x)=0\!\,.}
in v naravnih enotah s Feynmanovim zapisom s poševnicami:
{\displaystyle (i\partial \!\!\!/-m)\psi (x)=0\!\,.}
Matrike gama (Diracove matrike) so množica štirih kompleksnih matrik {\displaystyle 4\times 4\!\,} (elementi {\displaystyle {\text{Mat}}_{4\times 4}(\mathbb {C} )\!\,}) za katere veljajo antikomutacijske relacije po definiciji:
{\displaystyle \{\gamma ^{\mu },\gamma ^{\nu }\}=2\eta ^{\mu \nu }I_{4}\!\,,}
kjer je {\displaystyle \eta ^{\mu \nu }\!\,} metrični element Minkowskega, indeksi {\displaystyle \mu ,\nu } pa tečejo po 0, 1, 2 in 3. {\displaystyle I_{4}\!\,} je identična matrika {\displaystyle 4\times 4\!\,}, ki deluje na Diracovo polje {\displaystyle \psi \!\,}. Te matrike je mogoče eksplicitno realizirati z izbiro reprezentacije. Dve pogosti izbiri sta:
- Diracova reprezentacija:

{\displaystyle \gamma ^{0}={\begin{pmatrix}I_{2}&0\\0&-I_{2}\end{pmatrix}},\quad \gamma ^{i}={\begin{pmatrix}0&\sigma ^{i}\\-\sigma ^{i}&0\end{pmatrix}}\!\,,}
kjer so {\displaystyle \sigma ^{i}\!\,} Paulijeve matrike, in:
- kiralna reprezentacija:

{\displaystyle \gamma ^{0}={\begin{pmatrix}0&I_{2}\\I_{2}&0\end{pmatrix}},\quad \gamma ^{i}\ {\text{so enake}}\!\,.}
Zapis s poševnicami je zgoščeni zapis za:
{\displaystyle A\!\!\!/:=\gamma ^{\mu }A_{\mu }\!\,,}
kjer je {\displaystyle A\!\,} vektor četverec (velikokrat je vektor četverec diferencialni operator {\displaystyle \partial _{\mu }\!\,}). Uporabljena je vsota prek indeksa {\displaystyle \mu }.

### Diracov adjunkt in adjungirana enačba
Diracov adjunkt spinorskega polja {\displaystyle \psi (x)\!\,} je definiran kot:
{\displaystyle {\bar {\psi }}(x)=\psi (x)^{\dagger }\gamma ^{0}\!\,.}
Z uporabo značilnosti matrik gama, (ki neposredno izhajajo iz značilnosti hermitskosti {\displaystyle \gamma ^{\mu }\!\,}), da velja:
{\displaystyle (\gamma ^{\mu })^{\dagger }=\gamma ^{0}\gamma ^{\mu }\gamma ^{0}\!\,,}
se lahko izpelje adjungirana Diracova enačba s hermitskim konjugiranjem Diracove enačbe in množenjem desne strani z {\displaystyle \gamma ^{0}\!\,}:
{\displaystyle {\bar {\psi }}(x)(-i\gamma ^{\mu }{\overleftarrow {\partial }}_{\mu }-m)=0\!\,,}
kjer parcialni odvod {\displaystyle {\overleftarrow {\partial }}_{\mu }\!\,} deluje z desne na {\displaystyle {\bar {\psi }}(x)\!\,}: zapisano na običajni način delovanja odvoda z leve, velja:
{\displaystyle -i\partial _{\mu }{\bar {\psi }}(x)\gamma ^{\mu }-m{\bar {\psi }}(x)=0\!\,.}

### Klein-Gordonova enačba
Če se na Diracovo enačbo uporabi {\displaystyle i\partial \!\!\!/+m\!\,}, izhaja:
{\displaystyle (\partial _{\mu }\partial ^{\mu }+m^{2})\psi (x)=0\!\,.}
To je, za vsako komponento polja Diracovih spinorjev velja Klein-Gordonova enačba.

### Ohranjeni tok
Ohranjeni tok teorije je:
{\displaystyle J^{\mu }={\bar {\psi }}\gamma ^{\mu }\psi \!\,.}

Dokaz ohranitve toka iz Diracove enačbe:
Če se seštejeta Diracova in adjungirana Diracova enačba, izhaja:
{\displaystyle i((\partial _{\mu }{\bar {\psi }})\gamma ^{\mu }\psi +{\bar {\psi }}\gamma ^{\mu }\partial _{\mu }\psi )=0\!\,,}
tako, da po Leibnizevem pravilu velja:
{\displaystyle i\partial _{\mu }({\bar {\psi }}\gamma ^{\mu }\psi )=0\!\,.}

Drug pristop za izpeljavo tega izraza je z variacijskimi metodami, z uporabo izreka Noetherjeve za globalno simetrijo {\displaystyle {\text{U}}(1)\!\,} za izpeljavo ohranjenega toka {\displaystyle J^{\mu }\!\,}.

Dokaz ohranitve toka iz izreka Noetherjeve:
Lagrangeeva funkcija je enaka:
{\displaystyle {\mathcal {L}}={\bar {\psi }}(i\gamma ^{\mu }\partial _{\mu }-m)\psi \!\,.}
Pod simetrijo {\displaystyle {\text{U}}(1)\!\,}, ki transformira:
{\displaystyle {\begin{aligned}\psi &\mapsto e^{i\alpha }\psi ,\\{\bar {\psi }}&\mapsto e^{-i\alpha }{\bar {\psi }},\end{aligned}}}
se izkaže, da je Lagrangeeva funkcija invarianta.
Če se sedaj upošteva da je variacijski parameter {\displaystyle \alpha \!\,} infinitezimalen, se dela v prvem redu {\displaystyle \alpha \!\,} in zanemari člene {\displaystyle {\mathcal {O}}{\alpha ^{2}}\!\,}. Iz prejšnje razprave se takoj vidi eksplicitno variacijo Lagrangeeve funkcije, saj {\displaystyle \alpha \!\,} izginja, to je pod variacijo:
{\displaystyle {\mathcal {L}}\mapsto {\mathcal {L}}+\delta {\mathcal {L}}\!\,,}
kjer je {\displaystyle \delta {\mathcal {L}}=0\!\,}.
Kot del izreka Noetherjeve se najde implicitno variacijo Lagrangeeve funkcije zaradi variacije polj. Če enačba gibanja za {\displaystyle \psi ,{\bar {\psi }}\!\,} velja, potem je:
| {\displaystyle \delta {\mathcal {L}}=\partial _{\mu }\left({\frac {\partial {\mathcal {L}}}{\partial (\partial _{\mu }\psi )}}\delta \psi +{\frac {\partial {\mathcal {L}}}{\partial (\partial _{\mu }{\bar {\psi }})}}\delta {\bar {\psi }}\right)\!\,.} | \| \| \| \| \| \| \| \| | (*) |
| |                         |     |
| |                         |     |
To se takoj poenostavi, saj v Lagrangeevi funkciji ni parcialnih odvodov {\displaystyle {\bar {\psi }}\!\,}. {\displaystyle \delta \psi \!\,} je infinitezimalna variacija:
{\displaystyle \delta \psi (x)=i\alpha \psi (x)\!\,.}
Izračuna se:
{\displaystyle {\frac {\partial {\mathcal {L}}}{\partial (\partial _{\mu }\psi )}}=i{\bar {\psi }}\gamma ^{\mu }\!\,.}
Enačba (*) je končno enaka:
{\displaystyle 0=-\alpha \partial _{\mu }({\bar {\psi }}\gamma ^{\mu }\psi )\!\,.}

### Rešitve
Ker Diracov operator deluje na 4-terke kvadratno integrabilnih funkcij, bi morale biti njegove rešitve elementi istega Hilbertovega prostora. Dejstvo, da energije rešitev nimajo spodnje meje, je nepričakovano.

#### Rešitve z ravninskim valovanjem
Rešitve z ravninskim valovanjem so tiste, ki izhajajo iz privzetka:
{\displaystyle \psi (x)=u(\mathbf {\vec {p}} )e^{-ip\cdot x}\!\,,}
ki modelira delec z definitno 4-gibalno količino {\displaystyle p=(E_{\mathbf {\vec {p}} },\mathbf {\vec {p}} )\!\,}, kjer je {\textstyle E_{\mathbf {\vec {p}} }={\sqrt {m^{2}+|\mathbf {\vec {p}} |^{2}}}\!\,}.
Za ta privzetek Diracova enačba postane enačba za {\displaystyle u(\mathbf {\vec {p}} )\!\,}:
{\displaystyle \left(\gamma ^{\mu }p_{\mu }-m\right)u(\mathbf {\vec {p}} )=0\!\,.}
Po izbiri reprezentacije za matrike gama {\displaystyle \gamma ^{\mu }\!\,} je reševanje tega stvar reševanja sistema linearnih enačb. Značilnost matrik gama brez reprezentacije je, da je prostor rešitev dvorazsežen (glej tukaj).
V kiralni reprezentaciji za {\displaystyle \gamma ^{\mu }\!\,} je na primer prostor rešitev parametriran s {\displaystyle \mathbb {C} ^{2}\!\,}-vektorjem {\displaystyle \xi \!\,}, z:
{\displaystyle u(\mathbf {\vec {p}} )={\begin{pmatrix}{\sqrt {\sigma ^{\mu }p_{\mu }}}\xi \\{\sqrt {{\bar {\sigma }}^{\mu }p_{\mu }}}\xi \end{pmatrix}}\!\,,}
kjer je {\displaystyle \sigma ^{\mu }=(I_{2},\sigma ^{i}),{\bar {\sigma }}^{\mu }=(I_{2},-\sigma ^{i})\!\,} in {\displaystyle {\sqrt {\cdot }}\!\,} kvadratni koren hermitske matrike.
Te rešitve z ravninskim valovanjem zagotavljajo začetno točko za kanonično kvantizacijo.

### Lagrangeeva formulacija
Tako Diracovo enačbo kot adjungirano Diracovo enačbo se lahko dobi iz (variacije) akcije s specifično Lagrangeevo gostoto, ki je podana z:
{\displaystyle {\mathcal {L}}=i\hbar c{\overline {\psi }}\gamma ^{\mu }\partial _{\mu }\psi -mc^{2}{\overline {\psi }}\psi \!\,.}
Če se to variira glede na {\displaystyle \psi \!\,}, se dobi adjungirano Diracovo enačbo, če pa glede na {\displaystyle {\bar {\psi }}\!\,}, pa se dobi Diracovo enačbo.
V naravnih enotah in z zapisom s poševnicami je akcija enaka:
{\displaystyle S=\int \mathrm {d} ^{4}x\,{\bar {\psi }}\,(i\partial \!\!\!{\big /}-m)\,\psi \!\,.}
Za to akcijo, ohranjeni tok {\displaystyle J^{\mu }\!\,} zgoraj nastane kot ohranjeni tok, ki ustreza globalni sismetriji {\displaystyle {\text{U}}(1)\!\,} prek izreka Noetherjeve za teorijo polja. Umerjanje te teorije polja s spreminjanjem simetrije v krajevno, odvisno od prostorsko-časovne točke, daje umeritveno simetrijo (pravzaprav umeritveno redundantnost). Iz tega izhaja teorija kvantne elektrodinamike ali QED. Glej spodaj za podrobnejšo razpravo.

### Lorentzeva invariantnost
Diracova enačba je invariantna glede na Lorentzeve transformacije, to je pod delovanjem Lorentzeve grupe {\displaystyle {\text{SO}}(1,3)\!\,} ali strogo {\displaystyle {\text{SO}}(1,3)^{+}\!\,}, komponente, povezane z identiteto.
Za Diracov spinor, na katerega se konkretno gleda, da sprejema vrednosti {\displaystyle \mathbb {C} ^{4}\!\,}, je transformacija pod Lorentzevo transformacijo {\displaystyle \Lambda \!\,} podana s {\displaystyle 4\times 4\!\,}-kompleksno matriko {\displaystyle S[\Lambda ]\!\,}. Pri definiciji ustrezne matrike {\displaystyle S[\Lambda ]\!\,} je nekaj subtilnosti, pa tudi standardna zloraba zapisa.
Večina obravnavanj poteka na ravni Liejeve algebre. Za podrobnejšo obravnavo glej tukaj. Lorentzeva grupa realnih matrik {\displaystyle 4\times 4\!\,}, ki delujejo na {\displaystyle \mathbb {R} ^{1,3}\!\,}, generira množico šestih matrik {\displaystyle \{M^{\mu \nu }\}\!\,} s komponentami:
{\displaystyle (M^{\mu \nu })^{\rho }{}_{\sigma }=\eta ^{\mu \rho }\delta ^{\nu }{}_{\sigma }-\eta ^{\nu \rho }\delta ^{\mu }{}_{\sigma }\!\,.}
Ko sta oba indeksa {\displaystyle \rho ,\sigma \!\,} zvišana ali znižana, so to preprosto 'standardna baza' antisimetričnih matrik.
Ti zadoščajo komutacijskim relacijam Lorentzeve algebre:
{\displaystyle [M^{\mu \nu },M^{\rho \sigma }]=M^{\mu \sigma }\eta ^{\nu \rho }-M^{\nu \sigma }\eta ^{\mu \rho }+M^{\nu \rho }\eta ^{\mu \sigma }-M^{\mu \rho }\eta ^{\nu \sigma }\!\,.}
V članku o Diracovi algebri je zapisano tudi, da spinski generatorji:
{\displaystyle S^{\mu \nu }={\frac {1}{4}}[\gamma ^{\mu },\gamma ^{\nu }]\!\,}
zadoščajo komutacijskim relacijam Lorentzeve algebre.
Lorentzeva transformacija {\displaystyle \Lambda \!\,} se lahko zapiše kot:
{\displaystyle \Lambda =\exp \left({\frac {1}{2}}\omega _{\mu \nu }M^{\mu \nu }\right)\!\,,}
kjer so komponente {\displaystyle \omega _{\mu \nu }\!\,} antisimetrične v {\displaystyle \mu ,\nu \!\,}.
Ogovarjajoča transformacija na spinski prostor je:
{\displaystyle S[\Lambda ]=\exp \left({\frac {1}{2}}\omega _{\mu \nu }S^{\mu \nu }\right)\!\,.}
To je zloraba zapisa, vendar standardna. Razlog je, da {\displaystyle S[\Lambda ]\!\,} ni dobro definirana funkcija {\displaystyle \Lambda \!\,}, ker obstajata dve različni množici komponent {\displaystyle \omega _{\mu \nu }\!\,} (do ekvivalence), ki dasta enako {\displaystyle \Lambda \!\,}, vendar različno {\displaystyle S[\Lambda ]\!\,}. V praksi se implicitno izbere ena množica komponent {\displaystyle \omega _{\mu \nu }\!\,} in je tako {\displaystyle S[\Lambda ]\!\,} dobro definirana v komponentah {\displaystyle \omega _{\mu \nu }\!\,}.
Pod Lorentzevo transformacijo Diracova enačba:
{\displaystyle i\gamma ^{\mu }\partial _{\mu }\psi (x)-m\psi (x)=0\!\,}
postane:
{\displaystyle i\gamma ^{\mu }((\Lambda ^{-1})_{\mu }{}^{\nu }\partial _{\nu })S[\Lambda ]\psi (\Lambda ^{-1}x)-mS[\Lambda ]\psi (\Lambda ^{-1}x)=0\!\,}.

Preostanek dokaza Lorentzeve invariantnosti:
Če se obe strani pomnožita z leve z {\displaystyle S^{-1}[\Lambda ]\!\,} in navidezna spremeljivka vrne k {\displaystyle x\!\,}, velja:
{\displaystyle iS[\Lambda ]^{-1}\gamma ^{\mu }S[\Lambda ]((\Lambda ^{-1})_{\mu }{}^{\nu }\partial _{\nu })\psi (x)-m\psi (x)=0\!\,.}
Invariantnost se bo videla, če velja:
{\displaystyle S[\Lambda ]^{-1}\gamma ^{\mu }S[\Lambda ](\Lambda ^{-1})^{\nu }{}_{\mu }=\gamma ^{\nu }\!\,,}
ali enakovredno:
{\displaystyle S[\Lambda ]^{-1}\gamma ^{\mu }S[\Lambda ]=\Lambda ^{\mu }{}_{\nu }\gamma ^{\nu }\!\,.}
To ni preprosto pokazati na algebrskem nivoju. Naj so transformacije parametrizirane z infinitezimalnimi komponentami {\displaystyle \omega _{\mu \nu }\!\,}, potem se v prvem redu v {\displaystyle \omega \!\,}, na levi strani dobi:
{\displaystyle {\frac {1}{2}}\omega _{\rho \sigma }(M^{\rho \sigma })^{\mu }{}_{\nu }\gamma ^{\nu }\!\,,}
na desni strani pa:
{\displaystyle \left[{\frac {1}{2}}\omega _{\rho \sigma }S^{\rho \sigma },\gamma ^{\mu }\right]={\frac {1}{2}}\omega _{\rho \sigma }\left[S^{\rho \sigma },\gamma ^{\mu }\right]\!\,.}
To je standardna vaja za izračun komutatorja na levi strani. Če se zapiše {\displaystyle M^{\rho \sigma }\!\,} s členi komponent, izhaja dokaz.

Z Lorentzevo invariantnostjo je povezan ohranjeni tok Noetherjeve ali bolje rečeno tenzor ohranjenih tokov Noetherjeve {\displaystyle ({\mathcal {J}}^{\rho \sigma })^{\mu }\!\,}. Podobno, ker je enačba invariantna glede na translacije, obstaja tenzor ohranjenih tokov Noetherjeve {\displaystyle T^{\mu \nu }\!\,}, ki se ga lahko identificira kot napetostno-energijski tenzor teorije. Lorentzev tok {\displaystyle ({\mathcal {J}}^{\rho \sigma })^{\mu }\!\,} je mogoče zapisati s členi napetostno-energijskega tenzorja zraven tenzorja, ki predstavlja notranjo vrtilno količino.

## Zgodovinski razvoj in nadaljnje matematične podrobnosti
Diracova enačba se je (zgodovinsko) uporabila tudi za definicijo kvantnomehanske teorije, kjer se {\displaystyle \psi (x)\!\,} namesto tega interpretira kot valovna funkcija.
Diracova enačba v obliki, ki jo je prvotno predlagal Dirac, je:
{\displaystyle \left(\beta mc^{2}+c\sum _{n=1}^{3}\alpha _{n}p_{n}\right)\psi (x,t)=i\hbar {\frac {\partial \psi (x,t)}{\partial t}}\!\,,}
kjer je {\displaystyle \psi (x,t)\!\,} valovna funkcija za elektron z mirovno maso {\displaystyle m\!\,} s prostorskočasovnimi koordinatami {\displaystyle x,t\!\,}. {\displaystyle p_{1},p_{2},p_{3}\!\,} so komponente gibalne količine, mišljeni kot operator gibalne količine v Schrödingerjevi enačbi. {\displaystyle c\!\,} je hitrost svetlobe in {\displaystyle \hbar \!\,} pa reducirana Planckova konstanta. Ti osnovni fizikalni konstanti odražata posebno teorijo relativnosti in kvantno mehaniko.
Diracov namen pri oblikovanju te enačbe je bil pojasniti obnašanje relativistično gibajočega se elektrona in tako omogočiti, da se atom obravnava na način, ki bi bil skladen z relativnostjo. Njegovo precej skromno upanje je bilo, da bi tako uvedeni popravki lahko vplivali na problem atomskih spektrov.
Do tedaj so poskusi, da bi staro kvantno teorijo atoma naredili združljivo s teorijo relativnosti, ki so temeljili na diskretizaciji gibalne količine, shranjene v elektronovi mogoči nekrožni orbiti atomskega jedra, propadli – in nova kvantna mehanika Heisenberga, Paulija, Jordana, Schrödingerja in samega Diraca se ni dovolj razvila, da bi obravnavala ta problem. Čeprav so bili Diracovi prvotni nameni izpolnjeni, je imela njegova enačba veliko globlje posledice za strukturo snovi in je uvedla nove matematične razrede objektov, ki so sedaj bistveni elementi osnovne fizike.
Novi elementi v tej enačbi so štiri {\displaystyle 4\times 4\!\,}-matrike {\displaystyle \alpha _{1}\!\,}, {\displaystyle \alpha _{2}\!\,}, {\displaystyle \alpha _{3}\!\,} in {\displaystyle \beta \!\,} ter štirikomponentna valovna funkcija {\displaystyle \psi \!\,}. V {\displaystyle \psi \!\,} so štiri komponente, ker je njen izračun na kateri koli dani točki konfiguracijskega prostora bispinor. Interpretira se kot superpozicija elektrona s polovičnim spinom navzgor, elektrona s spinom navzdol, pozitrona s spinom navzgor in pozitrona s spinom navzdol.
{\displaystyle 4\times 4\!\,}-matrike {\displaystyle \alpha _{k}\!\,} in {\displaystyle \beta \!\,} so vse hermitske in involutarne:
{\displaystyle \alpha _{i}^{2}=\beta ^{2}=I_{4}\!\,}
in med seboj antikomutativne:
{\displaystyle {\begin{aligned}\alpha _{i}\alpha _{j}+\alpha _{j}\alpha _{i}&=0\quad (i\neq j)\\\alpha _{i}\beta +\beta \alpha _{i}&=0\!\,.\end{aligned}}}
Te matrike in oblika valovne funkcije imajo globok matematični pomen. Algebrsko strukturo, ki jo predstavljajo matrike gama, je približno 50 let prej ustvaril William Kingdon Clifford. Po drugi strani pa so Cliffordove zamisli izhajale iz dela Hermanna Grassmanna iz sredine 19. stoletja v njegovi Teoriji linearne razširitve (Lineare Ausdehnungslehre). Slednjega je večina njegovih sodobnikov štela za skoraj nerazumljivega. Pojav nečesa tako na videz abstraktnega, tako pozno in na tako neposreden fizikalni način, je eno najimenitnejših poglavij v zgodovini fizike. Še več, potrditev izjemnega vpogleda, ki sta ga izkazala matematika Grassmann in Clifford.
Ena sama simbolna enačba se tako razplete v štiri sklopljene linearne parcialne diferencialne enačbe prvega reda za štiri količine, ki sestavljajo valovno funkcijo. Enačbo se lahko bolj eksplicitno zapiše v Planckovih enotah kot:
{\displaystyle i\partial _{x}{\begin{bmatrix}+\psi _{4}\\+\psi _{3}\\-\psi _{2}\\-\psi _{1}\end{bmatrix}}+\partial _{y}{\begin{bmatrix}+\psi _{4}\\-\psi _{3}\\-\psi _{2}\\+\psi _{1}\end{bmatrix}}+i\partial _{z}{\begin{bmatrix}+\psi _{3}\\-\psi _{4}\\-\psi _{1}\\+\psi _{2}\end{bmatrix}}-m{\begin{bmatrix}+\psi _{1}\\+\psi _{2}\\+\psi _{3}\\+\psi _{4}\end{bmatrix}}=i\partial _{t}{\begin{bmatrix}-\psi _{1}\\-\psi _{2}\\+\psi _{3}\\+\psi _{4}\end{bmatrix}}\!\,,}
zaradi česar je bolj jasno, da gre za niz štirih parcialnih diferencialnih enačb s štirimi neznanimi funkcijami.

### Na poti k relativistični Schrödingerjevi enačbi
Diracova enačba je na videz podobna Schrödingerjevi enačbi za masivni prosti delec:
{\displaystyle -{\frac {\hbar ^{2}}{2m}}\nabla ^{2}\phi =i\hbar {\frac {\partial }{\partial t}}\phi \!\,.}
Leva stran predstavlja kvadrat operatorja gibalne količine, deljen z dvakratno maso, ki je nerelativistična kinetična energija. Ker relativnost obravnava prostor in čas kot celoto, relativistična posplošitev te enačbe zahteva, da morajo prostorski in časovni odvodi vstopiti simetrično, kot je to v Maxwellovih enačbah, ki urejajo obnašanje svetlobe – enačbe morajo biti diferencialno istega reda v prostoru in času. V relativnosti sta gibalna količina in energije prostorski in časovni del prostorsko-časovnega vektorja, četverca gibalne količine, in sta povezana z relativistično invariantno relacijo:
{\displaystyle E^{2}=\left(mc^{2}\right)^{2}+(pc)^{2}\!\,,}
ki pravi, da je dolžina tega vektorja četverca sorazmerna z mirovno maso {\displaystyle m\!\,}. Če se nadomesti operatorske ekvivalente energije in gibalne količine iz Schrödingerjeve teorije, se dobi Klein-Gordonovo enačbo, ki opisuje širjenje valovanja, skonstruiranega iz relativistično invariantnih objektov:
{\displaystyle \left(-{\frac {1}{c^{2}}}{\frac {\partial ^{2}}{\partial t^{2}}}+\nabla ^{2}\right)\phi ={\frac {m^{2}c^{2}}{\hbar ^{2}}}\phi \!\,,}
kjer je valovna funkcija {\displaystyle \phi \!\,} relativistični skalar – kompleksno število, ki ima enako numerično vrednost v vseh opazovalnih sistemih. Prostorski in časovni odvodi se uvrščajo v drugi red. To ima zgovorno posledico za interpretacijo enačbe. Ker je enačba drugega reda v časovnem odvodu, je treba določiti začetne vrednosti same valovne funkcije in njenega prvega časovnega odvoda, da bi rešilo definitne probleme. Ker je oboje mogoče določiti bolj ali manj poljubno, valovna funkcija ne more ohraniti svoje nekdanje vloge določanja gostote verjetnosti iskanja elektrona v danem stanju gibanja. V Schrödingerjevi teoriji je gostota verjetnosti podana s pozitivno definitnim izrazom:
{\displaystyle \rho =\phi ^{*}\phi \!\,}
in ta gostota se prenese glede na vektor verjetnostnega toka:
{\displaystyle J=-{\frac {i\hbar }{2m}}(\phi ^{*}\nabla \phi -\phi \nabla \phi ^{*})\!\,}
z ohranitvijo verjetnostnega toka in gostote, ki izhaja iz kontinuitetne enačbe:
{\displaystyle \nabla \cdot J+{\frac {\partial \rho }{\partial t}}=0\!\,.}
Dejstvo, da je gostota pozitivno definitna in prenesena v skladu s to kontinuitetno enačbo, pomeni, da je mogoče gostoto integrirati po določeni domeni in skupno vrednost nastaviti na 1, ta pogoj pa bo ohranil ohranitveni zakon. Pravilna relativistična teorija s tokom gostote verjetnosti mora imeti tudi to značilnost. Da bi se ohranil pojem prenesene gostote, je treba posplošiti Schrödingerjev izraz gostote in toka, tako da bodo prostorski in časovni odvodi spet vstopili simetrično glede na skalarno valovno funkcijo. Schrödingerjev izraz se lahko obdrži za tok, vendar je treba gostoto verjetnosti nadomestiti s simetrično oblikovanim izrazom:
{\displaystyle \rho ={\frac {i\hbar }{2mc^{2}}}\left(\psi ^{*}\partial _{t}\psi -\psi \partial _{t}\psi ^{*}\right)\!\,,}
ki sedaj postane 4. komponenta prostorsko-časovnega vektorja, celotna verjetnostna 4-tokovna gostota pa ima relativistično kovariantni izraz:
{\displaystyle J^{\mu }={\frac {i\hbar }{2m}}\left(\psi ^{*}\partial ^{\mu }\psi -\psi \partial ^{\mu }\psi ^{*}\right)\!\,.}
Kontinuitetna enačba je enaka kot prej. Sedaj je vse združljivo z relativnostjo, vendar izraz za gostoto ni več pozitivno definiten – začetne vrednosti obeh {\displaystyle \psi \!\,} in {\displaystyle \partial t\psi \!\,} se lahko poljubno izberejo in gostota lahko tako postane negativna, kar je za splošno priznano gostoto verjetnosti nemogoče. Tako ni mogoče dobiti preproste posplošitve Schrödingerjeve enačbe ob naivni predpostavki, da je valovna funkcija relativistični skalar in enačba, ki ji ustreza, drugega reda po času.
Čeprav ni uspešna relativistična posplošitev Schrödingerjeve enačbe, je ta enačba obujena v kontekstu kvantne teorije polja, kjer je znana kot Klein–Gordonova enačba, in opisuje polje delcev brez spina (npr. mezon pi ali Higgsov bozon). Zgodovinsko gledano je Schrödinger sam prišel do te enačbe pred tisto, ki nosi njegovo ime, a jo je kmalu zavrgel. V kontekstu kvantne teorije polja se razume, da neomejena gostota ustreza gostoti naboja, ki je lahko pozitiven ali negativen, in ne gostoti verjetnosti.

### Diracova sklopitev
Dirac je tako pomislil, da bi poskusil enačbo prvega reda tako v prostoru kot v času. Postuliral je enačbo oblike:
{\displaystyle E\psi =({\vec {\alpha }}\cdot {\vec {p}}+\beta m)\psi \!\,,}
kjer morajo biti operatorji {\displaystyle ({\vec {\alpha }},\beta )\!\,} neodvisni od {\displaystyle ({\vec {p}},t)\!\,} za linearnost in neodvisni od {\displaystyle ({\vec {x}},t)\!\,} za prostorsko-časovno homogenost. Te omejitve so pomenile dodatne dinamične spremenljivke od katerih bodo operatorji {\displaystyle ({\vec {\alpha }},\beta )} odvisni. Iz te zahteve je Dirac sklepal, da bodo operatorji odvisni od matrik {\displaystyle 4\times 4\!\,}, povezanih s Paulijevimi matrikami.:205
Lahko bi se na primer formalno (z zlorabo zapisa) vzelo relativistični izraz za energijo:
{\displaystyle E=c{\sqrt {p^{2}+m^{2}c^{2}}}\!\,,}
zamenjal {\displaystyle p\!\,} z ekvivalentom njegovega operatorja, razširil kvadratni koren v neskončni vrsti odvodov operatorjev, nastavil problem lastne vrednosti, nato bi se enačbo formalno rešilo z iteracijami. Večina fizikov ni verjela v tak proces, tudi če bi bil tehnično izvedljiv.
Kot pravi zgodba, je Dirac strmel v kamin v Cambridgeu in razmišljal o tem problemu, ko je naletel na zamisel, da bi vzel kvadratni koren valovnega operatorja (glej tudi polovični odvod), kot sledi:
{\displaystyle \nabla ^{2}-{\frac {1}{c^{2}}}{\frac {\partial ^{2}}{\partial t^{2}}}=\left(A\partial _{x}+B\partial _{y}+C\partial _{z}+{\frac {i}{c}}D\partial _{t}\right)\left(A\partial _{x}+B\partial _{y}+C\partial _{z}+{\frac {i}{c}}D\partial _{t}\right)\!\,.}
Če se pomnoži desno stran, je očitno, da je treba predpostaviti, da vsi navzkrižni členi, kot je {\displaystyle \partial x\partial y\!\,}, izginejo:
{\displaystyle AB+BA=0,\ldots \!\,}
z:
{\displaystyle A^{2}=B^{2}=\dots =1\!\,.}
Dirac, ki se je tedaj intenzivno ukvarjal z izdelavo temeljev Heisenbergove matrične mehanike, je takoj razumel, da so ti pogoji lahko izpolnjeni, če so {\displaystyle A\!\,}, {\displaystyle B\!\,}, {\displaystyle C\!\,} in {\displaystyle D\!\,} matrike, kar pomeni, da ima valovna funkcija več komponent. To je takoj pojasnilo pojav dvokomponentnih valovnih funkcij v Paulijevi fenomenološki teoriji spina, nekaj, kar je do tedaj veljalo za skrivnostno, tudi samemu Pauliju. Vendar so potrebne vsaj matrike {\displaystyle 4\times 4\!\,}, da se vzpostavi sistem z zahtevanimi značilnostmi – tako da je imela valovna funkcija štiri komponente, ne dve, kot v Paulijevi teoriji, ali eno, kot v goli Schrödingerjevi teoriji. Štirikomponentna valovna funkcija predstavlja nov razred matematičnih objektov v fizikalnih teorijah, ki se tu prvič pojavlja.
Glede na faktorizacijo v smislu teh matrik se lahko sedaj takoj zapiše enačbo:
{\displaystyle \left(A\partial _{x}+B\partial _{y}+C\partial _{z}+{\frac {i}{c}}D\partial _{t}\right)\psi =\kappa \psi \!\,,}
kjer se mora {\displaystyle \kappa \!\,} določiti. Z uporabo matričnega operatorja na obeh straneh sledi:
{\displaystyle \left(\nabla ^{2}-{\frac {1}{c^{2}}}\partial _{t}^{2}\right)\psi =\kappa ^{2}\psi \!\,.}
Če se vzame {\displaystyle \kappa ={\tfrac {mc}{\hbar }}\!\,}, se vidi, da vse komponente valovne funkcije posamično izpolnjujejo relativistično razmerje energija-gibalna količina. Tako je iskana enačba prvega reda tako v prostoru kot v času enaka:
{\displaystyle \left(A\partial _{x}+B\partial _{y}+C\partial _{z}+{\frac {i}{c}}D\partial _{t}-{\frac {mc}{\hbar }}\right)\psi =0\!\,.}
Če se nastavi:
{\displaystyle A=i\beta \alpha _{1}\,,\,B=i\beta \alpha _{2}\,,\,C=i\beta \alpha _{3}\,,\,D=\beta \!\,,}
in, ker velja {\displaystyle D^{2}=\beta ^{2}=I_{4}\!\,}, nastane Diracova enačba, kot je zapisano zgoraj.

### Kovariantna oblika in relativistična invariantnost
Da se pokaže relativistično invariantnost enačbe, je koristno, da se jo pretvori v obliko, v kateri sta prostorski in časovni odvod enakovredna. Nove matrike so predstavljene na naslednji način:
{\displaystyle {\begin{aligned}D&=\gamma ^{0},\\A&=i\gamma ^{1},\quad B=i\gamma ^{2},\quad C=i\gamma ^{3}\!\,,\end{aligned}}}
enačba pa dobi obliko (pri tem je treba upoštevati definicijo kovariantnih komponent 4-gradienta in še posebej, da velja {\displaystyle \partial _{0}={\tfrac {1}{c}}\partial _{t}\!\,}):
{\displaystyle (i\hbar \gamma ^{\mu }\partial _{\mu }-mc)\psi =0\!\,,}
kjer obstaja implicitna vsota vrednosti dvakrat ponovljenega indeksa {\displaystyle \mu =0,1,2,3\!\,}, {\displaystyle \partial \mu \!\,} pa je 4-gradient. V praksi se pogosto zapiše matrike gama v smislu podmatrik {\displaystyle 2\times 2\!\,}, vzetih iz Paulijevih matrik in identične matrike {\displaystyle 2\times 2\!\,}. Eksplicitno je standardna reprezentacija enaka:
{\displaystyle \gamma ^{0}={\begin{pmatrix}I_{2}&0\\0&-I_{2}\end{pmatrix}},\quad \gamma ^{1}={\begin{pmatrix}0&\sigma _{x}\\-\sigma _{x}&0\end{pmatrix}},\quad \gamma ^{2}={\begin{pmatrix}0&\sigma _{y}\\-\sigma _{y}&0\end{pmatrix}},\quad \gamma ^{3}={\begin{pmatrix}0&\sigma _{z}\\-\sigma _{z}&0\end{pmatrix}}\!\,.}
Celotni sistem se povzame z uporabo metrike Minkowskega za prostor-čas v obliki:
{\displaystyle \left\{\gamma ^{\mu },\gamma ^{\nu }\right\}=2\eta ^{\mu \nu }I_{4}\!\,,}
kjer izraz v oklepaju:
{\displaystyle \{a,b\}=ab+ba\!\,}
označuje antikomutator. To so definicijske relacije Cliffordove algebre nad psevdoortogonalnim štirirazsežnim prostorom z metrično signaturo {\displaystyle (+---)\!\,}. Posebna Cliffordova algebra, uporabljena v Diracovi enačbi, je sedaj znana kot Diracova algebra. Čeprav je Dirac tedaj, ko je bila formulirana enačba, ni prepoznal kot take, predstavlja uvedba te geometrijske algebre ogromen korak naprej v razvoju kvantne teorije.
Diracovo enačbo je zdaj mogoče interpretirati kot enačbo lastne vrednosti, kjer je mirovna masa sorazmerna z lastno vrednostjo operatorja četverca gibalne količine, sorazmernostna konstanta pa je hitrost svetlobe:
{\displaystyle P_{\text{op}}\psi =mc\psi \!\,.}
Če se uporabi {\displaystyle {\partial \!\!\!/}\mathrel {\stackrel {\mathrm {def} }{=}} \gamma ^{\mu }\partial _{\mu }\!\,} ({\displaystyle {\partial \!\!\!{\big /}}\!\,} se izgovarja »d-poševnica«), glede na Feynmanov zapis s poševnicami, ima Diracova enačba obliko:
{\displaystyle i\hbar {\partial \!\!\!{\big /}}\psi -mc\psi =0\!\,.}
V praksi fiziki pogosto uporabljajo merske enote, tako da je {\displaystyle \hbar =c=1\!\,}, znane kot naravne enote. Enačba ima nato preprosto obliko:
{\displaystyle (i{\partial \!\!\!{\big /}}-m)\psi =0\!\,.}
Osnovni izrek pravi, da če sta podani dve različni množici matrik, ki obe izpolnjujeta Cliffordove relacije, sta med seboj povezani s transformacijo podobnosti:
{\displaystyle \gamma ^{\mu \prime }=S^{-1}\gamma ^{\mu }S\!\,.}
Če so poleg tega vse matrike unitarne, tako kot je tudi Diracova množica, potem je {\displaystyle S\!\,} sama unitarna:
{\displaystyle \gamma ^{\mu \prime }=U^{\dagger }\gamma ^{\mu }U\!\,.}
Transformacija {\displaystyle U\!\,} je edinstvena do multiplikativnega faktorja absolutne vrednosti 1. Naj obstaja Lorentzeva transformacija, ki je bila izvedena na prostorskih in časovnih koordinatah ter na odvodih operatorjev, ki tvorijo kovariantni vektor. Da bi operator {\displaystyle \gamma ^{\mu }\partial _{\mu }\!\,} ostal invarianten, se morajo game transformirati med seboj kot kontravariantni vektor glede na njihov prostorsko-časovni indeks. Te nove game bodo zaradi ortogonalnosti Lorentzeve transformacije same zadostile Cliffordovim relacijam. Po osnovnem izreku se lahko novo množico zamenja s staro množico, ki je predmet enotne transformacije. V novem sistemu bo Diracova enačba ob upoštevanju, da je mirovna masa relativistični skalar, dobila obliko:
{\displaystyle {\begin{aligned}\left(iU^{\dagger }\gamma ^{\mu }U\partial _{\mu }^{\prime }-m\right)\psi \left(x^{\prime },t^{\prime }\right)&=0\\U^{\dagger }(i\gamma ^{\mu }\partial _{\mu }^{\prime }-m)U\psi \left(x^{\prime },t^{\prime }\right)&=0\!\,.\end{aligned}}}
Če je transformirani spinor definiran kot:
{\displaystyle \psi ^{\prime }=U\psi \!\,,}
potem transformirana Diracova enačba nastane na način, ki dokazuje manifestno relativistično invariantnost:
{\displaystyle \left(i\gamma ^{\mu }\partial _{\mu }^{\prime }-m\right)\psi ^{\prime }\left(x^{\prime },t^{\prime }\right)=0\!\,.}
Tako je odločitev o kateri koli enotni reprezentaciji gam dokončna, pod pogojem, da se spinor transformira v skladu z enotno transformacijo, ki ustreza dani Lorentzevi transformaciji.
Različne reprezentacije uporabljenih Diracovih matrik bodo izpostavile določene vidike fizikalne vsebine v Diracovi valovni funkciji. Tukaj prikazana reprezentacija je znana kot standardna reprezentacija – v njej zgornji dve komponenti valovne funkcije prehajata v Paulijevo 2-spinorsko valovno funkcijo v meji nizkih energij in majhnih hitrosti v primerjavi s svetlobo.
Zgornji premisleki razkrivajo izvor gam v geometriji, pri čemer se vrača k Grassmannovi prvotni motivaciji – predstavljajo fiksno bazo enotskih vektorjev v prostor-času. Podobno produkti gama, kot je {\displaystyle \gamma _{\mu }\gamma _{\nu }\!\,}, predstavljajo usmerjene površinske elemente itd. S tem v mislih se lahko najde obliko enotskega prostorninskega elementa v prostor-času v smislu gam, kot sledi. Po definiciji je:
{\displaystyle V={\frac {1}{4!}}\epsilon _{\mu \nu \alpha \beta }\gamma ^{\mu }\gamma ^{\nu }\gamma ^{\alpha }\gamma ^{\beta }\!\,.}
Da je to invarianta, mora biti simbol epsilon tenzor in mora vsebovati faktor {\displaystyle {\sqrt {g}}\!\,}, kjer je {\displaystyle g\!\,} determinanta metričnega tenzorja. Ker je ta negativen, je ta faktor imaginaren. Tako je:
{\displaystyle V=i\gamma ^{0}\gamma ^{1}\gamma ^{2}\gamma ^{3}\!\,.}
Ta matrika je dobila poseben simbol {\displaystyle \gamma _{5}\!\,} zaradi svojega pomena, ko se obravnava nepravne transformacije prostor-časa, to je tiste, ki spremenijo usmerjenost baznih vektorjev. V standardni reprezentaciji je:
{\displaystyle \gamma _{5}={\begin{pmatrix}0&I_{2}\\I_{2}&0\end{pmatrix}}\!\,.}
Ta matrika tudi antikomutira z drugimi štirimi Diracovimi matrikami:
{\displaystyle \gamma ^{5}\gamma ^{\mu }+\gamma ^{\mu }\gamma ^{5}=0\!\,.}
Prevzame vodilno vlogo, ko se pojavijo vprašanja parnosti, ker prostorninski element kot usmerjena magnituda spreminja predznak pod prostorsko-časovnim odbojem. Izvzem pozitivnega kvadratnega korena zgoraj tako pomeni izbiro konvencije ročnosti glede prostor-časa.

## Primerjava s sorodnimi teorijami

### Paulijeva teorija
Potreba po uvedbi polcelega spina sega eksperimentalno nazaj do rezultatov Stern-Gerlachovega poskusa. Curek atomov teče skozi močno nehomogeno magnetno polje in se nato razdeli na {\displaystyle N\!\,} delov, odvisno od lastne vrtilne količine atomov. Ugotovljeno je bilo, da se je curek za atome srebra razdelil na dva dela – osnovno stanje torej ne bi moglo biti celo število, kajti tudi če bi bila lastna vrtilna količina atomov čim manjša (enaka 1), bi se curek razdelil na tri dele, ki ustrezajo atomom z {\displaystyle L_{z}=-1,0,+1\!\,}. Zaključek je, da imajo atomi srebra neto lastno vrtilno količino enako 1/2. Pauli je postavil teorijo, ki je to razcepitev pojasnila z uvedbo dvokomponentne valovne funkcije in ustreznega korekcijskega člena v Hamiltonovi funkciji, ki predstavlja polklasično sklopitev te valovne funkcije z uporabljenim magnetnim poljem, tako kot v enotah SI: (pri tem je treba opozoriti, da odebeljeni znaki pomenijo evklidske vektorje v 3 razsežnostih, vektor četverec Minkowskega {\displaystyle A_{\mu }\!\,} pa se lahko definira kot {\displaystyle A_{\mu }=(\phi /c-\mathbf {\vec {A}} )\!\,}.):
{\displaystyle H={\frac {1}{2m}}\left({\boldsymbol {\sigma }}\cdot \left(\mathbf {\vec {p}} -e\mathbf {\vec {A}} \right)\right)^{2}+e\phi \!\,.}
Tu {\displaystyle \mathbf {\vec {A}} \!\,} in {\displaystyle \phi \!\,} predstavljata komponente četverca potenciala v njunih standardnih enotah SI, tri sigme pa Paulijeve matrike. Pri kvadriranju prvega člena je ugotovljena preostala interakcija z magnetnim poljem, skupaj z običajno klasično Hamiltonovo funkcijo nabitega delca, ki interagira z uporabljenim poljem v enotah SI:
{\displaystyle H={\frac {1}{2m}}\left(\mathbf {\vec {p}} -e\mathbf {\vec {A}} \right)^{2}+e\phi -{\frac {e\hbar }{2m}}{\boldsymbol {\sigma }}\cdot \mathbf {\vec {B}} \!\,.}
Ta Hamiltonova funkcija je sedaj matrika {\displaystyle 2\times 2\!\,}, tako da mora Schrödingerjeva enačba, ki temelji na njej, uporabiti dvokomponentno valovno funkcijo. Ob uvedbi zunanjega elektromagnetnega 4-vektorskega potenciala v Diracovo enačbo na podoben način, znan kot minimalna sklopitev, dobi obliko:
{\displaystyle \left(\gamma ^{\mu }(i\hbar \partial _{\mu }-eA_{\mu })-mc\right)\psi =0\!\,.}
Druga uporaba Diracovega operatorja bo zdaj ponovila Paulijev člen točno tako kot prej, ker imajo prostorske Diracove matrike, pomnožene z {\displaystyle i\!\,}, enake značilnosti kvadriranja in komutacije kot Paulijeve matrike. Še več, vrednost žiromagnetnega razmerja elektrona, ki stoji pred Paulijevim novim izrazom, je pojasnjena iz prvih načel. To je bil velik dosežek Diracove enačbe in je fizikom vlil veliko vere v njeno splošno pravilnost. Vendar je še več. Paulijevo teorijo se lahko razume kot nizkoenergijsko mejo Diracove teorije na naslednji način. Najprej se enačba zapiše v obliki sklopljenih enačb za 2-spinorje z obnovljenimi enotami SI:
{\displaystyle {\begin{pmatrix}mc^{2}-E+e\phi &c{\boldsymbol {\sigma }}\cdot \left(\mathbf {\vec {p}} -e\mathbf {\vec {A}} \right)\\-c{\boldsymbol {\sigma }}\cdot \left(\mathbf {\vec {p}} -e\mathbf {\vec {A}} \right)&mc^{2}+E-e\phi \end{pmatrix}}{\begin{pmatrix}\psi _{+}\\\psi _{-}\end{pmatrix}}={\begin{pmatrix}0\\0\end{pmatrix}}\!\,,}
tako da je:
{\displaystyle {\begin{aligned}(E-e\phi )\psi _{+}-c{\boldsymbol {\sigma }}\cdot \left(\mathbf {\vec {p}} -e\mathbf {\vec {A}} \right)\psi _{-}&=mc^{2}\psi _{+}\\c{\boldsymbol {\sigma }}\cdot \left(\mathbf {\vec {p}} -e\mathbf {\vec {A}} \right)\psi _{+}-(E-e\phi )\psi _{-}&=mc^{2}\psi _{-}\!\,.\end{aligned}}}
Ob predpostavki, da je polje šibko in da je gibanje elektrona nerelativistično, je skupna energija elektrona približno enaka njegovi mirovni energiji, gibalna količina pa preide na klasično vrednost:
{\displaystyle {\begin{aligned}E-e\phi &\approx mc^{2}\\\mathbf {\vec {p}} &\approx m\mathbf {\vec {v}} \end{aligned}}\!\,}
in se lahko druga enačba zapiše kot:
{\displaystyle \psi _{-}\approx {\frac {1}{2mc}}{\boldsymbol {\sigma }}\cdot \left(\mathbf {\vec {p}} -e\mathbf {\vec {A}} \right)\psi _{+}\!\,,}
ki je reda {\displaystyle v/c\!\,} – tako so pri tipičnih energijah in hitrostih spodnje komponente Diracovega spinorja v standardni reprezentaciji precej potlačene v primerjavi z zgornjimi komponentami. Zamenjava tega izraza v prvo enačbo daje po nekaj preureditve:
{\displaystyle \left(E-mc^{2}\right)\psi _{+}={\frac {1}{2m}}\left[{\boldsymbol {\sigma }}\cdot \left(\mathbf {\vec {p}} -e\mathbf {\vec {A}} \right)\right]^{2}\psi _{+}+e\phi \psi _{+}\!\,.}
Operator na levi predstavlja energijo delca, zmanjšano za njegovo mirovno energijo, ki je samo klasična energija, tako da se lahko obnovi Paulijevo teorijo, ko se identificira njegov 2-spinor z zgornjimi komponentami Diracovega spinorja v nerelativističnem približku. Nadaljnji približek daje Schrödingerjevo enačbo kot mejo Paulijeve teorije. Tako se lahko na Schrödingerjevo enačbo gleda kot na daleč nerelativističen približek Diracove enačbe, če se lahko zanemari spin in dela samo pri nizkih energijah in hitrostih. To je bilo tudi veliko zmagoslavje za novo enačbo, saj je skrivnostni {\displaystyle i\!\,}, ki se pojavi v njej, in nujnost kompleksne valovne funkcije vrnila nazaj v geometrijo prostor-časa skozi Diracovo algebro. Poudarja tudi, zakaj Schrödingerjeva enačba, čeprav na videz v obliki difuzijske enačbe, dejansko predstavlja širjenje valovanja.
Močno je treba poudariti, da je ta ločitev Diracovega spinorja na velike in majhne komponente izrecno odvisna od nizkoenergijskega približka. Celoten Diracov spinor predstavlja ireduktibilno celoto in komponente, ki so se pravkar zanemarile, da bi se prišlo do Paulijeve teorije, bodo prinesle nove pojave v relativističnem režimu – antimaterijo in zamisel o ustvarjanju in uničenju delcev.

### Weylova teorija
V brezmasnem primeru {\displaystyle m=0\!\,} se Diracova enačba zreducira na Weylovo enačbo, ki opisuje relativistične brezmasne delce s spinom 1/2.
Teorija zahteva drugo simetrijo {\displaystyle {\text{U}}(1)\!\,}: glej spodaj.

## Fizikalna interpretacija

### Identifikacija opazljivk
Kritično fizikalno vprašanje v kvantni teoriji je naslednje: katere so fizikalno opazljive količine, ki jih definira teorija? Po postulatih kvantne mehanike so takšne količine definirane s hermitskimi operatorji, ki delujejo na Hilbertov prostor možnih stanj sistema. Lastne vrednosti teh operatorjev so nato možni rezultati merjenja ustrezne fizikalne količine. V Schrödingerjevi teoriji je najenostavnejši tak objekt celotna Hamiltonova funkcija, ki predstavlja celotno energijo sistema. Da bi se ohranila ta pojasnitev ob prehodu na Diracovo teorijo, mora imeti Hamiltonova funkcija obliko:
{\displaystyle H=\gamma ^{0}\left[mc^{2}+c\gamma ^{k}\left(p_{k}-qA_{k}\right)\right]+cqA^{0}\!\,,}
kjer, kot vedno, obstaja implicitna vsota preko dvakrat ponovljenega indeksa {\displaystyle k=1,2,3\!\,}. To je videti obetavno, saj se lahko s pregledom vidi mirovno energijo delca in v primeru {\displaystyle A=0\!\,}, energija naboja v električnem potencialu {\displaystyle cqA^{0}\!\,}. Kaj pa izraz, ki vključuje vektorski potencial? V klasični elektrodinamiki je energija električnega naboja, ki se giblje v uporabljenem potencialu, enaka:
{\displaystyle H=c{\sqrt {\left(\mathbf {\vec {p}} -q\mathbf {\vec {A}} \right)^{2}+m^{2}c^{2}}}+qA^{0}\!\,.}
Tako se Diracova Hamiltonova funkcija bistveno razlikuje od njenega klasičnega dvojnika, zato je treba zelo paziti, da se pravilno identificira, kaj je v tej teoriji opazljivo. Velik del očitno paradoksnega obnašanja, ki ga implicira Diracova enačba, pomeni napačno identifikacijo teh opazljivk.

### Teorija lukenj
Rešitve enačbe z negativno {\displaystyle E\!\,} so problematične, saj se je domnevalo, da ima delec pozitivno energijo. Z matematičnega vidika pa se zdi, da ni razloga, da bi se zavrnilo rešitve z negativno energijo. Ker obstajajo, jih ni mogoče preprosto prezreti, kajti ko je vključena interakcija med elektronom in elektromagnetnim poljem, bi vsak elektron, postavljen v pozitivno energijsko lastno stanje, razpadel v negativno energijsko lastno stanje zaporedoma nižje energije. Pravi elektroni se očitno ne obnašajo tako ali pa bi izginili z oddajanjem energije v obliki fotonov.
Da bi rešil to težavo, je Dirac uvedel domnevo, znano kot teorija lukenj, da je vakuum kvantno stanje več teles, v katerem so zasedena vsa lastna stanja elektronov z negativno energijo. Ta opis vakuuma kot »morja« elektronov se imenuje Diracovo morje. Ker Paulijevo izključitveno načelo prepoveduje, da bi elektroni zasedli isto stanje, bi bil vsak dodatni elektron prisiljen zavzeti lastno stanje s pozitivno energijo, elektronom s pozitivno energijo pa bi bilo prepovedano razpadati v lastna stanja z negativno energijo.
Dirac je naprej razmišljal, da če so lastna stanja z negativno energijo nepopolno zapolnjena, bi se vsako nezasedeno lastno stanje – imenovano luknja – obnašalo kot pozitivno nabit delec. Luknja ima pozitivno energijo, ker je energija potrebna za ustvarjanje para delec-luknja iz vakuuma. Kot je navedeno zgoraj, je Dirac sprva mislil, da bi luknja lahko bila proton, vendar je Hermann Weyl poudaril, da bi se morala luknja obnašati, kot da bi imela enako maso kot elektron, medtem ko je proton več kot 1800-krat težji. Luknjo so sčasoma identificirali kot pozitron, ki ga je leta 1932 eksperimentalno odkril Carl David Anderson.
Ni povsem zadovoljivo opisati »vakuum« z uporabo neskončnega morja elektronov z negativno energijo. Neskončno negativne prispevke iz morja elektronov z negativno energijo je treba izničiti z neskončno pozitivno »golo« energijo, prispevek k gostoti naboja in toku, ki prihaja iz morja elektronov z negativno energijo, pa je natančno izničen z neskončno pozitivnim »želejem« v ozadju, tako da je neto gostota električnega naboja vakuuma enaka nič. V kvantni teoriji polja transformacija Bogoljubova na operatorjih ustvarjanja in anihilacije (pretvorba zasedenega stanja elektronov z negativno energijo v nezasedeno stanje pozitronov s pozitivno energijo in nezasedanega stanja elektronov z negativno energijo v zasedeno stanje pozitronov s pozitivno energijo) omogoča obvoz Diracovega morskega formalizma, čeprav mu je formalno enakovreden.
V nekaterih aplikacijah fizike kondenzirane snovi pa veljajo temeljni koncepti »teorije lukenj«. Morje prevodnih elektronov v električnem prevodniku, imenovano Fermijevo morje, vsebuje elektrone z energijami do kemičnega potenciala sistema. Nenapolnjeno stanje v Fermijevem morju se obnaša kot pozitivno nabit elektron, in čeprav se tudi to imenuje »elektronska luknja«, se razlikuje od pozitrona. Negativni naboj Fermijevega morja je uravnotežen s pozitivno nabito ionsko mrežo materiala.

### V kvantni teoriji polja
V kvantnih teorijah polja, kot je kvantna elektrodinamika, je Diracovo polje podvrženo procesu druge kvantizacije, ki razreši nekatere paradoksalne značilnosti enačbe.

## Nadaljnja razprava o Lorentzevi kovariantnosti Diracove enačbe
Diracova enačba je kovariantna po Lorentzu. Sklepanje o tem pomaga osvetliti ne le Diracovo enačbo, ampak tudi Majoranov spinor in spinor ELKO, ki imata, čeprav sta tesno povezana, komaj opazne in pomembne razlike.
Razumevanje Lorentzeve kovariantnosti je poenostavljeno z upoštevanjem geometrijskega značaja procesa. Naj je {\displaystyle a\!\,} ena sama fiksna točka v prostorsko-časovni mnogoterosti. Njeno lego se lahko izrazi v več koordinatnih sistemih. V fizikalni literaturi so ti zapisani kot {\displaystyle x\!\,} in {\displaystyle x'\!\,}, kjer je treba vedeti, da oba {\displaystyle x\!\,} in {\displaystyle x'\!\,} opisujeta isto točko {\displaystyle a\!\,}, vendar v različnih krajevnih opazovalni sistemih (opazovalni sistem nad majhnim razširjenim delčkom prostor-časa). {\displaystyle a\!\,} se lahko predstavlja da ima nad seboj vlakno različnih koordinatnih sistemov. V geometrijskem smislu se lahko reče, da se lahko prostor-čas označi kot sveženj vlaken, natančneje kot sveženj sistema. Razlika med dvema točkama {\displaystyle x\!\,} in {\displaystyle x'\!\,} v istem vlaknu je kombinacija vrtenj in Lorentzevih potiskov. Izbira kooedinatnega sistema je (krajevni) presek skozi ta sveženj.
Na sveženj sistema je povezan drugi sveženj, spinorski sveženj. Presek skozi spinorski sveženj je le polje delcev (v tem primeru Diracov spinor). Različne točke v spinorskem svežnju ustrezajo istemu fizikalnemu telesu (fermionu), vendar so izražene v različnih Lorentzevih sistemih. Jasno je, da morata biti sveženj sistema in spinorski sveženj povezana na dosleden način, da se dobi dosledne rezultate – formalno se reče, da je spinorski sveženj pridruženi sveženj; povezan je z glavnim svežnjem, ki je v tem primeru sveženj sistema. Razlike med točkami na vlaknu ustrezajo simetriji sistema. Spinorski sveženj ima dva različna generatorja svojih simetrij: skupna vrtilna količina in lastna vrtilna količina. Obe ustrezata Lorentzevi transformaciji, vendar na različne načine.
Tukajšnja predstavitev sledi predstavitvi Itzyksona in Zuberja. Je skoraj identična predstavitvi Bjorken a in Drella. Podobno izpeljavo v smislu splošne teorije relativnosti se lahko najde pri Weinbergu. Tukaj je privzeto, da je obravnavani prostor-čas raven, kar pomeni, da je prostor Minkowskega.
Pod Lorentzevo transformacijo {\displaystyle x\mapsto x'\!\,} se Diracov spinor transformira kot:
{\displaystyle \psi '(x')=S\psi (x)\!\,.}
Lahko se pokaže, da je eksplicitni izraz za {\displaystyle S\!\,} dan z:
{\displaystyle S=\exp \left({\frac {-i}{4}}\omega ^{\mu \nu }\sigma _{\mu \nu }\right)\!\,,}
kjer {\displaystyle \omega ^{\mu \nu }\!\,} parametrizira Lorentzevo transformacijo, {\displaystyle \sigma _{\mu \nu }\!\,} pa so matrike {\displaystyle 4\times 4\!\,}, za katere velja:
{\displaystyle \sigma ^{\mu \nu }={\frac {i}{2}}[\gamma ^{\mu },\gamma ^{\nu }]\!\,.}
Ta matrika se lahko interpretira kot lastna vrtilna količina Diracovega polja. Da si zasluži to interpretacijo, izhaja iz primerjave z generatorjem {\displaystyle J_{\mu \nu }\!\,} Lorentzeve transformacije, ki ima obliko:
{\displaystyle J_{\mu \nu }={\frac {1}{2}}\sigma _{\mu \nu }+i(x_{\mu }\partial _{\nu }-x_{\nu }\partial _{\mu })\!\,.}
To se lahko interpretira kot skupna vrtilna količina. Na spinorsko polje deluje kot:
{\displaystyle \psi ^{\prime }(x)=\exp \left({\frac {-i}{2}}\omega ^{\mu \nu }J_{\mu \nu }\right)\psi (x)\!\,.}
Tu je treba upoštevati, da zgoraj {\displaystyle x\!\,} nima črtice: zgornji izraz se dobi s transformacijo {\displaystyle x\mapsto x'\!\,} kar se spremeni v {\displaystyle \psi (x)\mapsto \psi '(x')\!\,} in se nato vrne k izvirnemu koordinatnemu sistemu {\displaystyle x'\mapsto x\!\,}.
Geometrijska interpretacija zgornjega je, da je sistemsko polje afino in nima prednostnega izvora. Generator {\displaystyle J_{\mu \nu }\!\,} ustvari simetrije tega prostora: zagotavlja ponovno označevanje fiksne točke {\displaystyle x\!\,}. Generator {\displaystyle \sigma _{\mu \nu }\!\,} ustvari premik od ene točke v vlaknu do druge: premik od {\displaystyle x\mapsto x'\!\,} z obema {\displaystyle x\!\,} in {\displaystyle x'\!\,} še vedno ustreza isti prostorsko-časovni točki {\displaystyle a\!\,}. Te morda otopele pripombe je mogoče pojasniti z eksplicitno algebro.
Naj je {\displaystyle x'=\Lambda x\!\,} Lorentzeva transformacija. Diracova enačba je enaka:
{\displaystyle i\gamma ^{\mu }{\frac {\partial }{\partial x^{\mu }}}\psi (x)-m\psi (x)=0\!\,.}
Da je Diracova enačba kovariantna, mora imeti enako obliko v vseh Lorentzevih sistemih:
{\displaystyle i\gamma ^{\mu }{\frac {\partial }{\partial x^{\prime \mu }}}\psi ^{\prime }(x^{\prime })-m\psi ^{\prime }(x^{\prime })=0\!\,.}
Dva spinorja {\displaystyle \psi \!\,} in {\displaystyle \psi ^{\prime }\!\,} morata oba opisovati isto fizikalno polje in morata biti povezana s transformacijo, ki ne spreminja nobene fizikalne opazljivke (naboja, toka, mase, itd.) Transformacija mora kodirati samo spremembo koordinatnega sistema. Lahko se pokaže, da je taka transformacija unitarna matrika {\displaystyle 4\times 4\!\,}. Tako se lahko domneva, da je odnos med obema sistemoma mogoče zapisati kot:
{\displaystyle \psi ^{\prime }(x^{\prime })=S(\Lambda )\psi (x)\!\,.}
Če se to vstavi v transformirano enačbo, potem je:
{\displaystyle i\gamma ^{\mu }{\frac {\partial x^{\nu }}{\partial x^{\prime \mu }}}{\frac {\partial }{\partial x^{\nu }}}S(\Lambda )\psi (x)-mS(\Lambda )\psi (x)=0\!\,.}
Za koordinate, povezane z Lorentzevo transformacijo, velja:
{\displaystyle {\frac {\partial x^{\nu }}{\partial x^{\prime \mu }}}={\left(\Lambda ^{-1}\right)^{\nu }}_{\mu }\!\,.}
Izvirna Diracova enačba se nato ponovno pridobi, če velja:
{\displaystyle S(\Lambda )\gamma ^{\mu }S^{-1}(\Lambda )={\left(\Lambda ^{-1}\right)^{\mu }}_{\nu }\gamma ^{\nu }\!\,.}
Eksplicitni izraz za {\displaystyle S(\Lambda )\!\,} (enak izrazu, podanem zgoraj) se lahko dobi, če se upošteva Lorentzeva transformacija infinitezimalnega vrtenja blizu identične transformacije:
{\displaystyle {\Lambda ^{\mu }}_{\nu }={g^{\mu }}_{\nu }+{\omega ^{\mu }}_{\nu }\ ,\ {(\Lambda ^{-1})^{\mu }}_{\nu }={g^{\mu }}_{\nu }-{\omega ^{\mu }}_{\nu }\!\,,}
kjer je {\displaystyle {g^{\mu }}_{\nu }\!\,} metrični tenzor : {\displaystyle {g^{\mu }}_{\nu }=g^{\mu \nu '}g_{\nu '\nu }={\delta ^{\mu }}_{\nu }\!\,} in je simetričen, {\displaystyle \omega _{\mu \nu }={\omega ^{\alpha }}_{\nu }g_{\alpha \mu }\!\,} pa je antisimetričen. Po daljšem računanju izhaja:
{\displaystyle S(\Lambda )=I+{\frac {-i}{4}}\omega ^{\mu \nu }\sigma _{\mu \nu }+{\mathcal {O}}\left(\Lambda ^{2}\right)\!\,,}
kar je (infinitezimalna) oblika za {\displaystyle S\!\,} zgoraj in daje relacijo {\displaystyle \sigma ^{\mu \nu }={\frac {i}{2}}[\gamma ^{\mu },\gamma ^{\nu }]\!\,}. Za pridobitev afinega ponovnega označevanja se zapiše:
{\displaystyle {\begin{aligned}\psi '(x')&=\left(I+{\frac {-i}{4}}\omega ^{\mu \nu }\sigma _{\mu \nu }\right)\psi (x)\\&=\left(I+{\frac {-i}{4}}\omega ^{\mu \nu }\sigma _{\mu \nu }\right)\psi (x'+{\omega ^{\mu }}_{\nu }\,x^{\prime \,\nu })\\&=\left(I+{\frac {-i}{4}}\omega ^{\mu \nu }\sigma _{\mu \nu }-x_{\mu }^{\prime }\omega ^{\mu \nu }\partial _{\nu }\right)\psi (x')\\&=\left(I+{\frac {-i}{2}}\omega ^{\mu \nu }J_{\mu \nu }\right)\psi (x')\\\end{aligned}}\!\,.}
Po pravilni antisimetrizaciji se dobi generator simetrij {\displaystyle J_{\mu \nu }\!\,}, podan prej. Tako se lahko za oba {\displaystyle J_{\mu \nu }\!\,} in {\displaystyle \sigma _{\mu \nu }\!\,} reče, da sta »generatorja Lorentzevih transformacij«, vendar s komaj opazno razliko: prvi ustreza ponovnemu označevanju točk na afinem svežnju sistema, ki prisili translacijo vzdolž vlakna spinorja na spinskem svežnju, medtem ko drugi ustreza translacijam vzdolž vlakna spinskega svežnja (vzeto kot gibanje {\displaystyle x\mapsto x'\!\,} vzdolž svežnja sistema, pa tudi gibanje {\displaystyle \psi \mapsto \psi '\!\,} vzdolž vlakna spinskega svežnja.) Weinberg ponuja dodatne argumente za fizikalno interpretacijo obeh kot skupno in lastno vrtilno količino.

## Druge formulacije
Diracova enačba se lahko formulira na več drugih načinov.

### Ukrivljeni prostor-čas
Ta članek je razvil Diracovo enačbo v ravnem prostor-času v skladu s posebno teorijo relativnosti. Možno je formulirati Diracovo enačbo v ukrivljenem prostor-času.

### Algebra fizikalnega prostora
Ta članek je razvil Diracovo enačbo z uporabo vektorjev četvercev in Schrödingerjevih operatorjev. Diracova enačba v algebri fizikalnega prostora uporablja Cliffordovo algebro nad realnimi števili, vrsto geometrijske algebre.

### Sklopljeni Weylovi spinorji
Kot je navedeno zgoraj, se brezmasna Diracova enačba takoj reducira na homogeno Weylovo enačbo. Z uporabo kiralne reprezentacije matrik gama je mogoče enačbo z neničelno maso razstaviti tudi na par sklopljenih nehomogenih Weylovih enačb, ki delujeta na prvi in zadnji par indeksov prvotnega štirikomponentnega spinorja, tj. {\displaystyle \psi ={\begin{pmatrix}\psi _{L}\\\psi _{R}\end{pmatrix}}\!\,}, kjer sta {\displaystyle \psi _{L}\!\,} in {\displaystyle \psi _{R}\!\,} sta vsak dvokomponentna Weylova spinorja. To je zato, ker poševna bločna oblika kiralnih matrik gama pomeni, da zamenjajo {\displaystyle \psi _{L}\!\,} in {\displaystyle \psi _{R}\!\,} in za vsako uporabi Paulijeve matrike {\displaystyle 2\times 2\!\,}:
{\displaystyle \gamma ^{\mu }{\begin{pmatrix}\psi _{L}\\\psi _{R}\end{pmatrix}}={\begin{pmatrix}\sigma ^{\mu }\psi _{R}\\{\overline {\sigma }}^{\mu }\psi _{L}\end{pmatrix}}\!\,.}
Tako Diracova enačba:
{\displaystyle (i\gamma ^{\mu }\partial _{\mu }-m){\begin{pmatrix}\psi _{L}\\\psi _{R}\end{pmatrix}}=0\!\,}
postane:
{\displaystyle i{\begin{pmatrix}\sigma ^{\mu }\partial _{\mu }\psi _{R}\\{\overline {\sigma }}^{\mu }\partial _{\mu }\psi _{L}\end{pmatrix}}=m{\begin{pmatrix}\psi _{L}\\\psi _{R}\end{pmatrix}}\!\,,}
kar je enakovredno paru nehomogenih Weylovih enačb za brezmasne spinorje z levo in desno vijačnostjo, kjer je sklopitvena jakost sorazmerna z maso:
{\displaystyle i\sigma ^{\mu }\partial _{\mu }\psi _{R}=m\psi _{L}\!\,}
{\displaystyle i{\overline {\sigma }}^{\mu }\partial _{\mu }\psi _{L}=m\psi _{R}\!\,.}
To je bilo predlagano kot intuitivna razlaga Zitterbewegunga, saj bi se te brezmasne komponente širile s svetlobno hitrostjo in gibale v nasprotnih smereh, saj je spiralnost projekcija spina na smer gibanja. Tukaj vloga »mase« {\displaystyle m\!\,} ne pomeni, da je hitrost manjša od svetlobne hitrosti, ampak namesto tega nadzoruje povprečno hitrost, pri kateri pride do teh obratov – še posebej je mogoče obrate modelirati kot Poissonov proces.

## Simetrija U(1)
V tem razdelku so uporabljene naravne enote. Sklopitvena konstantaje po dogovoru označena z {\displaystyle e\!\,}: ta parameter je mogoče obravnavati tudi kot modeliranje elektronskega naboja elektrona.

### Vektorska simetrija
Diracova enačba in akcija dovoljujeta simetrijo {\displaystyle {\text{U}}(1)\!\,}, kjer se polji {\displaystyle \psi ,{\bar {\psi }}\!\,} transformirata kot:
{\displaystyle {\begin{aligned}\psi (x)&\mapsto e^{i\alpha }\psi (x),\\{\bar {\psi }}(x)&\mapsto e^{-i\alpha }{\bar {\psi }}(x)\end{aligned}}\!\,.}
To je globalna simetrija, znana kot vektorska simetrija {\displaystyle {\text{U}}(1)\!\,} (v nasprotju z osno simetrijo {\displaystyle {\text{U}}(1)\!\,}: glej spodaj). Po izreku Noetherjeve obstaja ustrezen ohranjeni tok: to je bilo prej omenjeno kot:
{\displaystyle J^{\mu }(x)={\bar {\psi }}(x)\gamma ^{\mu }\psi (x)\!\,.}

### Umerjanje simetrije
Če se 'podpira' globalna simetrija, parametrizirana s konstanto {\displaystyle \alpha \!\,}, h krajevni simetriji, parametrizirani s funkcijo {\displaystyle \alpha :\mathbb {R} ^{1,3}\to \mathbb {R} \!\,} ali enakovredno {\displaystyle e^{i\alpha }:\mathbb {R} ^{1,3}\to {\text{U}}(1)\!\,}, Diracova enačba ni več invariantna – obstaja preostali odvod {\displaystyle \alpha (x)\!\,}.
Popravek poteka kot v skalarni elektrodinamiki: parcialni odvod se poviša v kovariantni odvod {\displaystyle D_{\mu }\!\,}:
{\displaystyle D_{\mu }\psi =\partial _{\mu }\psi +ieA_{\mu }\psi \!\,,}
{\displaystyle D_{\mu }{\bar {\psi }}=\partial _{\mu }{\bar {\psi }}-ieA_{\mu }{\bar {\psi }}\!\,.}
Kovariantni odvod je odvisen od polja, na katerega deluje. Na novo uvedeni {\displaystyle A_{\mu }\!\,} je četverec potenciala iz elektrodinamike, lahko pa se nanj gleda tudi kot na umeritveno polje {\displaystyle {\text{U}}(1)\!\,}, ali kot na povezanost {\displaystyle {\text{U}}(1)\!\,}.
Transformacijski zakon pod umeritvenimi transformacijami za {\displaystyle A_{\mu }\!\,} je potem običajno:
{\displaystyle A_{\mu }(x)\mapsto A_{\mu }(x)+{\frac {1}{e}}\partial _{\mu }\alpha (x)\!\,,}
lahko pa se izpelje tudi tako, da se kovariantni odvodi transformirajo pod umeritveno transformacijo kot:
{\displaystyle D_{\mu }\psi (x)\mapsto e^{i\alpha (x)}D_{\mu }\psi (x)\!\,,}
{\displaystyle D_{\mu }{\bar {\psi }}(x)\mapsto e^{-i\alpha (x)}D_{\mu }{\bar {\psi }}(x)\!\,.}
Nato se dobi umeritveno-invariantno Diracovo akcijo s povišanjem parcialnega odvoda v kovariantnega:
{\displaystyle S=\int \mathrm {d} ^{4}x\,{\bar {\psi }}\,(iD\!\!\!\!{\big /}-m)\,\psi =\int \mathrm {d} ^{4}x\,{\bar {\psi }}\,(i\gamma ^{\mu }D_{\mu }-m)\,\psi \!\,.}
Zadnji korak, potreben za zapis umeritveno-invariantne Lagrangeeve funkcije, je dodajanje člena Maxwellove Lagrangeeve funkcije:
{\displaystyle S_{\text{Maxwell}}=\int \mathrm {d} ^{4}x\,\left[-{\frac {1}{4}}F^{\mu \nu }F_{\mu \nu }\right]\!\,.}
Če se združi vse, izhaja:
{\displaystyle S_{\text{QED}}=\int \mathrm {d} ^{4}x\,\left[-{\frac {1}{4}}F^{\mu \nu }F_{\mu \nu }+{\bar {\psi }}\,(iD\!\!\!\!{\big /}-m)\,\psi \right]\!\,.}
Razširitev kovariantnega odvoda omogoča, da se akcija zapiše v drugi uporabni obliki:
{\displaystyle S_{\text{QED}}=\int \mathrm {d} ^{4}x\,\left[-{\frac {1}{4}}F^{\mu \nu }F_{\mu \nu }+{\bar {\psi }}\,(i\partial \!\!\!{\big /}-m)\,\psi -eJ^{\mu }A_{\mu }\right]\!\,.}

### Osna simetrija
Brezmasni Diracovi fermioni, to je polja {\displaystyle \psi (x)\!\,}, za katere velja Diracova enačba z {\displaystyle m=0\!\,}, dovoljujejo drugo, enakovredno simetrijo {\displaystyle {\text{U}}(1)\!\,}.
To se najlažje vidi, če se zapiše štirikomponentni Diracov fermion {\displaystyle \psi (x)\!\,} kot par dvokomponentnih vektorskih polj:
{\displaystyle \psi (x)={\begin{pmatrix}\psi _{1}(x)\\\psi _{2}(x)\end{pmatrix}}\!\,}
in sprejme kiralno reprezentacijo za matrike gama, tako da se lahko {\displaystyle i\gamma ^{\mu }\partial _{\mu }\!\,} zapiše kot:
{\displaystyle i\gamma ^{\mu }\partial _{\mu }={\begin{pmatrix}0&i\sigma ^{\mu }\partial _{\mu }\\i{\bar {\sigma }}^{\mu }\partial _{\mu }\ &0\end{pmatrix}}\!\,,}
kjer ima {\displaystyle \sigma ^{\mu }\!\,} komponente {\displaystyle (I_{2},\sigma ^{i})\!\,}, {\displaystyle {\bar {\sigma }}^{\mu }\!\,} pa ima komponente {\displaystyle (I_{2},-\sigma ^{i})\!\,}.
Diracova akcija ima potem obliko:
{\displaystyle S=\int \mathrm {d} ^{4}x\,\psi _{1}^{\dagger }(i\sigma ^{\mu }\partial _{\mu })\psi _{1}+\psi _{2}^{\dagger }(i{\bar {\sigma }}^{\mu }\partial _{\mu })\psi _{2}\!\,.}
To pomeni, da se razklopi v teorijo dveh Weylovih spinorjev ali Weylovih fermionov.
Prejšnja vektorska simetrija je še vedno prisotna, kjer se {\displaystyle \psi _{1}\!\,} in {\displaystyle \psi _{2}\!\,} vrtita identično. Ta oblika akcije naredi drugo neenakovredno simetrijo {\displaystyle {\text{U}}(1)\!\,} jasno:
{\displaystyle {\begin{aligned}\psi _{1}(x)&\mapsto e^{i\beta }\psi _{1}(x),\\\psi _{2}(x)&\mapsto e^{-i\beta }\psi _{2}(x)\end{aligned}}\!\,.}
To se lahko izrazi tudi na nivoju Diracovega fermiona kot:
{\displaystyle \psi (x)\mapsto \exp(i\beta \gamma ^{5})\psi (x)\!\,,}
kjer je {\displaystyle \exp \!\,} eksponentna preslikava za matrike.
To je edina možna simetrija {\displaystyle {\text{U}}(1)\!\,}, vendar je konvencionalna. Vsaka 'linearna kombinacija' vektorja in osnih simetrij je tudi simetrija {\displaystyle {\text{U}}(1)\!\,}.
Klasično osna simetrija dopušča dobro formulirano umeritveno teorijo. Toda na kvantni ravni obstaja anomalija, to je ovira pri umerjanju.

### Razširitev na barvno simetrijo
Ta razprava se lahko razširi iz abelovske simetrije {\displaystyle {\text{U}}(1)\!\,} na splošno neabelovsko simetrijo pod umeritveno grupo {\displaystyle G\!\,}, grupo barvnih simetrij za teorijo.
Za konkretnost se popravi {\displaystyle G={\text{SU}}(N)\!\,}, specialna unitarna grupa matrik, ki deluje na {\displaystyle \mathbb {C} ^{N}\!\,}.
Pred tem poglavjem se je na {\displaystyle \psi (x)\!\,} lahko gledalo kot na spinorsko polje na prostor Minkowskega, ali z drugimi besedami funkcija {\displaystyle \psi :\mathbb {R} ^{1,3}\mapsto \mathbb {C} ^{4}\!\,}, in njene komponente v {\displaystyle \mathbb {C} ^{4}\!\,} so označene s spinskimi indeksi, običajnimi grškimi indeksi, vzetimi iz začetka abecede {\displaystyle \alpha ,\beta ,\gamma ,\cdots \!\,}.
Pri povišanju teorije v umeritveno teorijo {\displaystyle \psi \!\,} neuradno pridobi del, ki se transformira kot {\displaystyle \mathbb {C} ^{N}\!\,}, ti pa so označeni z barvnimi indeksi, običajno latinskimi indeksi {\displaystyle i,j,k,\cdots \!\,}. Skupaj ima {\displaystyle \psi (x)\!\,} {\displaystyle 4N\!\,} komponent, podanih v indeksih po {\displaystyle \psi ^{i,\alpha }(x)\!\,}. 'Spinor' označuje le, kako se polje transformira pod prostorsko-časovnimi transformacijami.
Formalno se {\displaystyle \psi (x)\!\,} izračuna v tenzorskem produktu – je funkcija {\displaystyle \psi :\mathbb {R} ^{1,3}\to \mathbb {C} ^{4}\otimes \mathbb {C} ^{N}\!\,}.
Umerjanje poteka podobno kot abelovski primer {\displaystyle {\text{U}}(1)\!\,}, z nekaj razlikami. Pod umeritveno transformacijo {\displaystyle U:\mathbb {R} ^{1,3}\rightarrow {\text{SU}}(N)\!\,} se spinorsko polje transformira kot:
{\displaystyle \psi (x)\mapsto U(x)\psi (x)\!\,,}
{\displaystyle {\bar {\psi }}(x)\mapsto {\bar {\psi }}(x)U^{\dagger }(x)\!\,.}
Umeritveno polje z matrično vrednostjo {\displaystyle A_{\mu }\!\,} ali povezanostjo {\displaystyle {\text{SU}}(N)\!\,} se transformira kot:
{\displaystyle A_{\mu }(x)\mapsto U(x)A_{\mu }(x)U(x)^{-1}+{\frac {1}{g}}(\partial _{\mu }U(x))U(x)^{-1}\!\,,}
kovariantna odvoda, definirana kot:
{\displaystyle D_{\mu }\psi =\partial _{\mu }\psi +igA_{\mu }\psi \!\,,}
{\displaystyle D_{\mu }{\bar {\psi }}=\partial _{\mu }{\bar {\psi }}-ig{\bar {\psi }}A_{\mu }^{\dagger }\!\,}
se transformirata kot:
{\displaystyle D_{\mu }\psi (x)\mapsto U(x)D_{\mu }\psi (x)\!\,,}
{\displaystyle D_{\mu }{\bar {\psi }}(x)\mapsto (D_{\mu }{\bar {\psi }}(x))U(x)^{\dagger }\!\,.}
Zapis umeritveno-invariantne akcije natanko tako kot pri primeru {\displaystyle {\text{U}}(1)\!\,}, Maxwellova Lagrangeeve funkcija se zamenja Yang-Millsovo Lagrangeevo funkcijo:
{\displaystyle S_{\text{Y-M}}=\int \mathrm {d} ^{4}x\,-{\frac {1}{4}}{\text{Tr}}(F^{\mu \nu }F_{\mu \nu })\!\,,}
kjer je Yang-Millsova poljska jakost ali ukrivljenost tukaj definirana kot:
{\displaystyle F_{\mu \nu }=\partial _{\mu }A_{\nu }-\partial _{\nu }A_{\mu }-ig\left[A_{\mu },A_{\nu }\right]\!\,}
in {\displaystyle [\cdot ,\cdot ]\!\,} je matrični komutator.
Akcija je potem enaka:
{\displaystyle S_{\text{QCD}}=\int \mathrm {d} ^{4}x\,-{\frac {1}{4}}{\text{Tr}}(F^{\mu \nu }F_{\mu \nu })+{\bar {\psi }}\,(iD\!\!\!\!{\big /}-m)\,\psi \!\,.}

#### Fizikalne uporabe
Za fizikalne uporabe primer {\displaystyle N=3\!\,} opisuje kvarkov sektor standardnega modela, ki modelira močne interakcije. Kvarki so modelirani kot Diracovi spinorji, umeritveno polje pa je gluonsko polje. Primer {\displaystyle N=2\!\,} opisuje del elektrošibkega sektorja standardnega modela. Leptoni, kot so elektroni in nevtrini, so Diracovi spinorji, umeritveno polje pa je umeritveni bozon {\displaystyle W\!\,}.

#### Posplošitve
Ta izraz se lahko posploši na poljubno Liejevo grupo {\displaystyle G\!\,} s povezanostjo {\displaystyle A_{\mu }\!\,} in reprezentacijo {\displaystyle (\rho ,G,V)\!\,}, kjer je barvni del {\displaystyle \psi \!\,} ovrednoten v {\displaystyle V\!\,}. Formalno je Diracovo polje funkcija {\displaystyle \psi :\mathbb {R} ^{1,3}\to \mathbb {C} ^{4}\otimes V\!\,}.
Potem se {\displaystyle \psi \!\,} transformira pod umeritveno transformacijo {\displaystyle g:\mathbb {R} ^{1,3}\to G\!\,} kot:
{\displaystyle \psi (x)\mapsto \rho (g(x))\psi (x)\!\,,}
kovariantni odvod pa je definiran kot:
{\displaystyle D_{\mu }\psi =\partial _{\mu }\psi +\rho (A_{\mu })\psi \!\,,}
kjer se {\displaystyle \rho \!\,} obravnava kot reprezentacija Liejeve algebre Liejeve algebre {\displaystyle {\mathfrak {g}}={\text{L}}(G)\!\,}, povezane z {\displaystyle G\!\,}.
To teorijo je mogoče posplošiti na ukrivljeni prostor-čas, vendar obstajajo subtilnosti, ki se pojavljajo v umeritveni teoriji na splošnem prostor-času (ali bolj na splošno, mnogoterosti), ki jih je na ravnem prostor-času mogoče prezreti. To je navsezadnje posledica kontraktibilnosti ravnega prostor-časa, ki omogoča ogled umeritvenega polja in umeritvenih transformacij, kot so definirane globalno na {\displaystyle \mathbb {R} ^{1,3}\!\,}.

### Splošno
- Atkins, Peter William (1974), Quanta: A handbook of concepts, Oxford University Press, ISBN 978-0-19-855493-6
- Collas, Peter; Klein, David (2019), The Dirac Equation in Curved Spacetime: A Guide for Calculations, Springer, ISBN 978-3-030-14825-6 Izvleček strani 7
- Dirac, Paul Adrien Maurice (1982) [1958], Principles of Quantum Mechanics, (International Series of Monographs on Physics) (4. izd.), Oxford University Press, COBISS 343362, ISBN 978-0-19-852011-5
- Duck, Ian; Sudarshan, E. C. G. (1998), Pauli and the Spin-Statistics Theorem (v angleščini), WORLD SCIENTIFIC, doi:10.1142/3457, ISBN 978-981-02-3114-9
- Gaveau, B.; Jacobson, T.; Kac, M.; Schulman, L. S. (30. julij 1984), »Relativistic Extension of the Analogy between Quantum Mechanics and Brownian Motion«, Physical Review Letters, 53 (5): 419–422, doi:10.1103/PhysRevLett.53.419
- Hey, Tony; Walters, Patrick (2009), The New Quantum Universe, Cambridge University Press, ISBN 978-0-521-56457-1
- Itzykson, Claude; Zuber, Jean-Bernard (1980), Quantum Field Theory, McGraw-Hill. (Glej § 2).
- Jost, Jürgen (2002), Riemannian Geometry and Geometric Analysis, (Universitext) (3. izd.), Berlin: Springer, COBISS 14147929, ISBN 978-3-540-42627-1, OCLC 48177040
- Ohlsson, Tommy (22. september 2011), Relativistic Quantum Physics: From advanced quantum mechanics to introductory quantum field theory, Cambridge University Press, ISBN 978-1-139-50432-4
- Pendleton, Brian (2012–2013), Quantum Theory (PDF), § 4.3 »The Dirac Equation«, arhivirano (PDF) iz spletišča dne 9. oktobra 2022
- Penrose, Roger (2004), The Road to Reality, Jonathan Cape, ISBN 0-224-04447-8
- Weinberg, Steven (1972), Gravitation and Cosmology: Principles and Applications of the General Theory of Relativity, Wiley & Sons
- Zichichi, Antonino (2. marec 2000), »Dirac, Einstein and physics«, Physics World (v britanski angleščini), pridobljeno 22. oktobra 2023

### Izbrani članki
- Anderson, Carl David (1933), »The Positive Electron«, Physical Review, 43 (6): 491, Bibcode:1933PhRv...43..491A, doi:10.1103/PhysRev.43.491
- Arminjon, Mayeul; Reifler, Frank (2013), »Equivalent forms of Dirac equations in curved spacetimes and generalized de Broglie relations«, Brazilian Journal of Physics, 43 (1–2): 64–77, arXiv:1103.3201, Bibcode:2013BrJPh..43...64A, doi:10.1007/s13538-012-0111-0, S2CID 38235437
- Dirac, Paul Adrien Maurice (1928), »The Quantum Theory of the Electron« (PDF), Proceedings of the Royal Society A: Mathematical, Physical and Engineering Sciences, 117 (778): 610–624, Bibcode:1928RSPSA.117..610D, doi:10.1098/rspa.1928.0023, JSTOR 94981, arhivirano (PDF) iz spletišča dne 2. januarja 2015
- Dirac, Paul Adrien Maurice (1930), »A Theory of Electrons and Protons«, Proceedings of the Royal Society A: Mathematical, Physical and Engineering Sciences, 126 (801): 360–365, Bibcode:1930RSPSA.126..360D, doi:10.1098/rspa.1930.0013, JSTOR 95359
- Frisch, R.; Stern, O. (1933), »Über die magnetische Ablenkung von Wasserstoffmolekülen und das magnetische Moment des Protons. I«, Zeitschrift für Physik, 85 (1–2): 4, Bibcode:1933ZPhy...85....4F, doi:10.1007/BF01330773, S2CID 120793548

### Učbeniki
- Bjorken, James Daniel; Drell, Sidney David (1964), Relativistic Quantum mechanics, New York: McGraw-Hill
- Halzen, Francis; Martin, Alan Douglas (1984), Quarks & Leptons: An Introductory Course in Modern Particle Physics, John Wiley & Sons, COBISS 13977142, ISBN 978-0-471-88741-6
- Griffiths, David Jeffery (2008), Introduction to Elementary Particles (2. izd.), Wiley-VCH, COBISS 3265636, ISBN 978-3-527-40601-2
- Rae, Alastair I. M.; Napolitano, Jim (2015), Quantum Mechanics (6. izd.), Routledge, ISBN 978-1-482-29918-2
- Schiff, Leonard Isaac (1968), Quantum Mechanics (3. izd.), McGraw-Hill
- Shankar, Ramamurti (1994), Principles of Quantum Mechanics (2. izd.), Plenum
- Thaller, Bernd (1992), The Dirac Equation, (Texts and Monographs in Physics), Springer